# Jaśliska (gromada)
Jaśliska – dawna gromada, czyli najmniejsza jednostka podziału terytorialnego Polskiej Rzeczypospolitej Ludowej w latach 1954–1972.
Gromady, z gromadzkimi radami narodowymi (GRN) jako organami władzy najniższego stopnia na wsi, funkcjonowały od reformy reorganizującej administrację wiejską przeprowadzonej jesienią 1954 do momentu ich zniesienia z dniem 1 stycznia 1973, tym samym wypierając organizację gminną w latach 1954–1972.
Gromadę Jaśliska z siedzibą GRN w Jaśliskach utworzono – jako jedną z 8759 gromad na obszarze Polski – w powiecie sanockim w woj. rzeszowskim na mocy uchwały nr 33/54 WRN w Rzeszowie z dnia 5 października 1954. W skład jednostki weszły obszary dotychczasowych gromad Jaśliska, Czeremcha, Daliowa, Lipowiec, Szklary, Posada Jaśliska, Polany Surowiczne, Surowica, Wola Niżna i Wola Wyżna ze zniesionej gminy Jaśliska w tymże powiecie. Dla gromady ustalono 18 członków gromadzkiej rady narodowej.
31 grudnia 1961 do gromady Jaśliska włączono wsie Darów, Jasiel, Rudawka Jaśliska i Moszczaniec ze zniesionej gromady Wisłok Wielki w tymże powiecie.
W 1971 roku gromada Jaśliska liczyła 2209 mieszkańców, zamieszkujących miejscowości: Czeremcha (14), Daliowa (345), Darów (13), Jasiel (0), Jaśliska (527), Lipowiec (28), Moszczaniec PGR (122), Posada Jaśliska (872), Polany Surowiczne (0), Rudawka Jaśliska (0), Surowica (0), Szklary (77), Wola Niżna (185) i Wola Wyżna (26).
1 listopada 1972, w związku ze zniesieniem powiatu sanockiego, gromadę włączono do powiatu krośnieńskiego w tymże województwie.
Gromada przetrwała do końca 1972 roku, czyli do kolejnej reformy gminnej. 1 stycznia 1973 – tym razem w powiecie krośnieńskim – reaktywowano gminę Jaśliska.